# Berliet Dauphine
La Berliet Dauphine est une automobile commercialisée par le constructeur automobile français Berliet, de 1934 à 1939. Fabriquée par le constructeur automobile français Berliet dans son usine de Vénissieux, située au sud de Lyon, les premiers modèles sont équipés d'un moteur de 1 990 cm3, les classant ainsi dans la catégorie fiscale de 11 CV. Ultérieurement, une version dotée d'un moteur de 1 600 cm3 (9 CV) a été introduite pour élargir la gamme. À un certain moment, une version plus puissante, de 14 CV, a été annoncée comme étant disponible « sur commande » spéciale.
Cette voiture se distingue par ses caractéristiques techniques adaptées aux besoins des automobilistes de l'époque, offrant différentes options de motorisation pour satisfaire une clientèle diversifiée. La Berliet Dauphine marque ainsi son époque en alliant performance et confort, tout en répondant aux exigences fiscales variables selon la puissance du moteur choisi par les acheteurs. Pendant une grande partie de sa période de production, la Dauphine représente le principal, voire l'unique modèle de voiture de tourisme manufacturé par Berliet. En définitive, elle marque également la dernière incursion de Berliet dans la fabrication automobile. À la conclusion de la Seconde Guerre mondiale, l'entreprise oriente ses activités vers la construction de camions et d'autobus.

## Historique

### Présentation, lancement et améliorations
Entre 1933 et 1938, les changements observés dans les modèles automobiles étaient relativement peu nombreux. Cependant, pour l'année modèle 1937, l'empattement de la 11 CV, équipée d'un moteur de plus grande taille, fut étendu à 3080 mm. Parallèlement, celui de la 9 CV, dotée d'un moteur plus modeste, fut augmenté à 2980 mm. Auparavant, ces deux véhicules partageaient un empattement de 2850 mm, une dimension qui, selon certains retours de clients, ne permettait pas un espace intérieur suffisant pour les jambes.

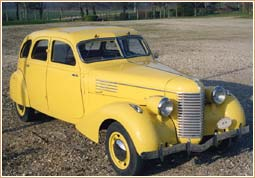
En 1939, le fabricant a décidé de cesser la production directe de carrosseries. Les derniers modèles de Dauphine Berliet ont été introduits, caractérisés par l'intégration d'un châssis Berliet et de composants mécaniques dans une carrosserie de Peugeot 402, bien que la calandre Peugeot ait été remplacée par une partie avant de style américain en vogue à l'époque.

La réduction de la diversité des carrosseries et des motorisations se reflète également dans la gamme restreinte de couleurs disponibles, qui, lors du Salon automobile d'octobre 1937, se limite désormais à quatre options (noir, bleu, vert et gris).
La Peugeot 402 fut concurrente de la Berliet Dauphine, mais elle proposait également une alternative. Lors du 32e Mondial de l'Automobile de Paris en octobre 1938, Berliet présenta une version entièrement repensée de la Dauphine, caractérisée par l'utilisation généralisée de panneaux incurvés, une tendance émergente parmi les fabricants de voitures de série, marquant ainsi la transition vers les carrosseries en acier embouti. Seulement quatre exemplaires de ces voitures carrossées furent exposés sur le stand de Berliet, non encore incluses à cette époque dans la liste des prix du constructeur. Les tarifs furent dévoilés le 28 novembre 1938, bien que la production n'ait réellement commencé que timidement au début de 1939. La capacité de production limitée des véhicules particuliers chez Berliet ne justifiait pas l'investissement nécessaire dans les presses et les matrices en acier utilisées pour emboutir les carrosseries en acier. En conséquence, en 1939, le constructeur décida d'abandonner la fabrication des carrosseries.
À Paris et ses environs, La Licorne avait déjà lancé une gamme de véhicules utilisant la carrosserie de la Citroën Traction Avant, tandis qu'en Allemagne, les carrosseries produites par Ambi Budd à Berlin pour Adler ont également été vendues en quantités relativement limitées à d'autres constructeurs automobiles allemands. La Dauphine à carrosserie Peugeot de Berliet, présentée pour la première fois en mars 1939 à la Foire de Lyon, est arrivée juste avant le déclenchement de la Seconde Guerre mondiale. Moins de 200 exemplaires furent fabriqués, plusieurs étant simplement peints en kaki et destinés à l'armée française.

## Caractéristiques

### Chaîne cinématique

#### Motorisations
Le moteur à quatre cylindres refroidi par eau de 1 990 cm³, développant une puissance maximale de 50 hp (37 kW) à 4 000 tr/min, était utilisé pour propulser les roues arrière via une boîte de vitesses manuelle à 4 rapports. Par comparaison, l'unité de 1 600 cm³ et 9 CV offrait une puissance maximale de 40 hp (30 kW) à 4 000 tr/min. Pour l'année modèle 1938, le moteur 9 CV a été retiré de la gamme, laissant ainsi la Dauphine 11 CV comme seule option disponible.
Un moteur de 14 CV de type « commande spéciale » fut annoncé durant une brève période au cours de l'année 1937. Toutefois, il fut retiré avant le salon automobile d'octobre 1937.

## Châssis et carrosserie

### Châssis
Les principales barres longitudinales du châssis étaient courbées aux extrémités, ce qui a induit une assise plus basse de la carrosserie par rapport aux véhicules équipés du traditionnel châssis surplombé, typique des années 1920. Le châssis de la Dauphine se distingue par l'adoption des suspensions avant indépendantes, une tendance récente. Les roues avant sont suspendues à un ressort à lames transversal et associées à une direction à crémaillère et pignon. À l'arrière, un essieu rigide traditionnel est suspendu à une paire de ressorts à lames montés longitudinalement.

### Carrosserie
La gamme de véhicules comprenait initialement une berline à quatre portes et un coach à deux portes. En outre, il y avait un roadster de conception sportive et un cabriolet à deux portes offrant cinq places. Toutefois, les modèles roadster et coach ont été retirés de la gamme en 1935, ne laissant que la berline à quatre portes et le cabriolet disponibles.
Les carrosseries étaient réalisées selon une méthode qui tendait à devenir obsolète : la résistance structurelle reposait sur une charpente en bois sur laquelle étaient apposés des panneaux d'acier.